# Myrcia abbotiana
Myrcia abbotiana är en myrtenväxtart som först beskrevs av Ignatz Urban, och fick sitt nu gällande namn av Brother Alain. Myrcia abbotiana ingår i släktet Myrcia och familjen myrtenväxter. Inga underarter finns listade i Catalogue of Life.